# 尼堡
尼堡（丹麥語：Nyborg），丹麥菲英島上的一座城市，尼堡市鎮的行政中心。